# Les Infournas
Les Infournas var en kommun i departementet Hautes-Alpes i regionen Provence-Alpes-Côte d'Azur i sydöstra Frankrike. Kommunen låg i kantonen Saint-Bonnet-en-Champsaur som ligger i arrondissementet Gap. Området som utgjorde den tidigare kommunen Les Infournas hade 24 invånare år 2017.
Kommunen upphörde den 1 januari 2013, då den tillsammans med Bénévent-et-Charbillac gick samman med kommunen Saint-Bonnet-en-Champsaur.

## Befolkningsutveckling
Antalet invånare i kommunen Les Infournas
| Referens: INSEE |